# Pero morrisonatus
Pero morrisonatus är en fjärilsart som beskrevs av Grossbeck 1910. Pero morrisonatus ingår i släktet Pero och familjen mätare. Inga underarter finns listade i Catalogue of Life.